# روی همدیگه
«روی همدیگه» (انگلیسی: Over Each Other) ترانه‌ای از گروه راک آمریکایی لینکین پارک است. این ترانه به عنوان سومین تک‌آهنگ هشتمین آلبوم استودیویی گروه به نام از صفر در ۲۴ اکتبر ۲۰۲۴ منتشر شد.

## جدول‌های موسیقی
| جدول (۲۰۲۴)                                         | بالاترین جایگاه |
| --------------------------------------------------- | --------------- |
| اتریش (او۳ تاپ ۴۰ اتریش)                            | ۹               |
| ۹۰                                                  |                 |
| کانادا (۱۰۰ تک‌آهنگ داغ کانادا)                      | ۸۶              |
| جمهوری چک (۱۰۰ تک‌آهنگ برتر دیجیتال)                 | ۱۹              |
| فرانسه (اس‌ان‌ئی‌پی)                                   | ۱۵۹             |
| آلمان (جدول‌های رسمی آلمان)                          | ۱۱              |
| ۲۰۰ آهنگ جهانی (بیلبورد)                            | ۶۸              |
| یونان بین‌المللی (آی‌اف‌پی‌آی)                          | ۹۵              |
| ایتالیا راک ایرپلی (اف‌آی‌ام‌آی)                       | ۱۶              |
| دانلود ترانه‌های ژاپن (بیلبورد)                      | ۸۹              |
| آهنگ‌های داغ خارجی ژاپنی (بیلبورد)                   | ۱۶              |
| لوکزامبورگ (بیلبورد)                                | ۱۳              |
| تک‌آهنگ‌های داغ نیوزیلند (آرام‌ان‌زی)                   | ۱۴              |
| لهستان (Polish Streaming Top 100)                   | ۸۲              |
| اسلواکی (۱۰۰ تک‌آهنگ برتر دیجیتال)                   | ۳۷              |
| هیت‌سیکر سوئد (فهرست برترین‌های سوئد)                 | ۶               |
| سوئیس (شوایزر هیت‌پاراد)                             | ۱۵              |
| تک‌آهنگ‌های بریتانیا (اوسی‌سی)                         | ۵۷              |
| ترانه‌های داغ راک و آلترناتیو ایالات متحده (بیلبورد) | ۲۴              |